# Колингсуърт (окръг, Тексас)
Окръг Колингсуърт (на английски: Collingsworth County) е окръг в щата Тексас, Съединени американски щати. Площта му е 2380 km², а населението - 3206 души (2000). Административен център е град Уелингтън.